# Étang à la rosée

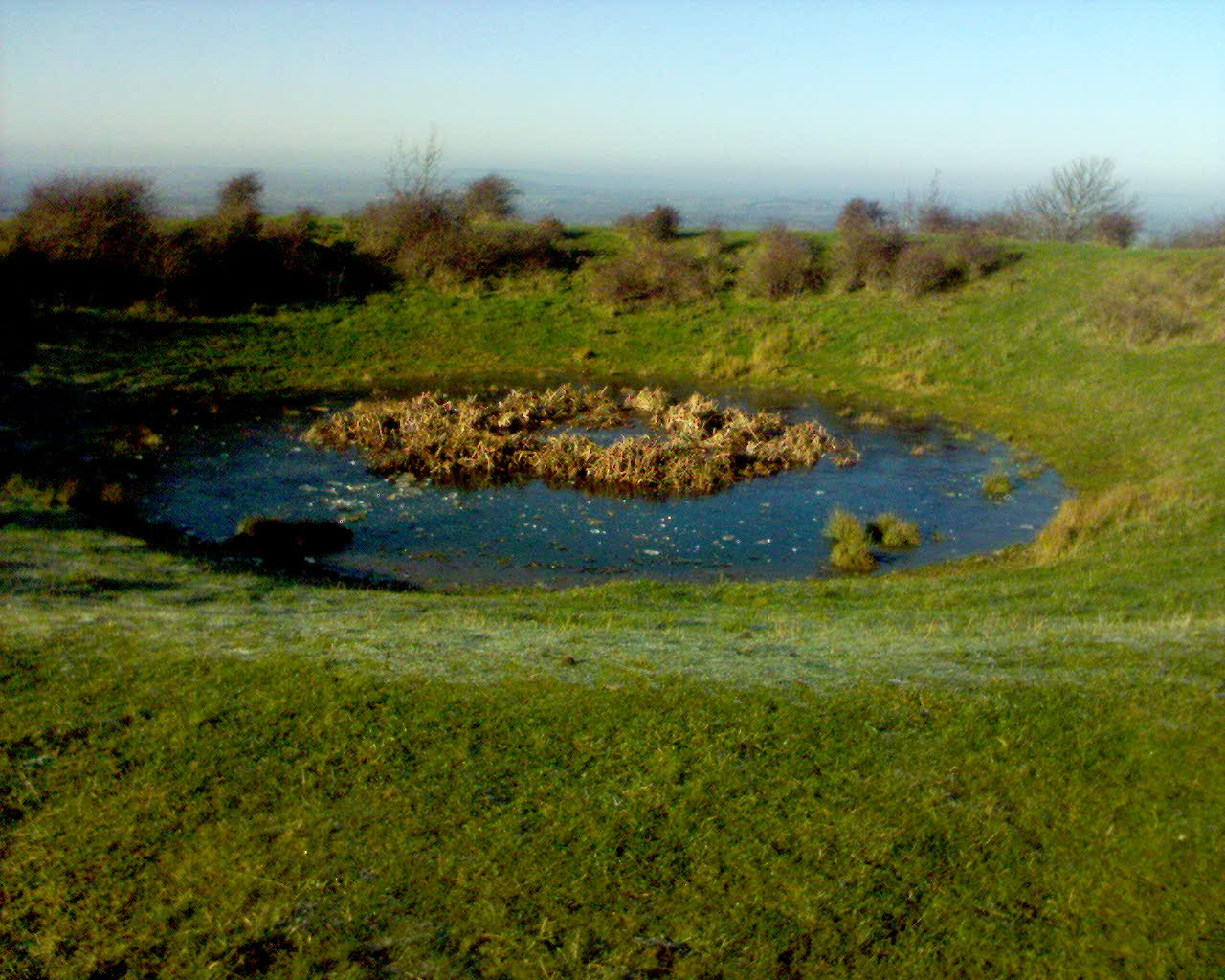
Un étang à la rosée près de Chanctonbury Ring, West Sussex, Angleterre.

Un étang à la rosée (dew pond en anglais) est un étang intentionnellement creusé au sommet d'une colline pour les besoins du bétail. Au XXIe siècle, il y en a encore dans la région des South Downs, en Angleterre.
Les étangs à la rosée sont aménagés dans des pâtures déficientes en eau. 
Ils sont en général peu profonds, circulaires et lignés avec de la craie ou de l'argile. L'argile est souvent couverte d'une couche de craie écrasée pour protéger l'étang des sabots des vaches. 
En dépit du nom, la source primaire de l'eau est la pluie, plutôt que la rosée ou la brume.
Il existe en France, dans les montagnes du Massif central des ouvrages d'usage similaire comme les lavognes, sotchs circulaires pavés de pierres, aménagements typique des terres caussenardes pour le pastoralisme. 